# 百億の昼と千億の夜
『百億の昼と千億の夜』（ひゃくおくのひるとせんおくのよる）は、光瀬龍のSF小説。当初の仮題は『百億の昼、千億の夜』であった。『S-Fマガジン』に1965年（昭和40年）12月号から1966年（昭和41年）8月号まで連載された。日本SFの中でも壮大なスケールを持つ作品として知られる。「神」をテーマにし、終末観と救済など、宗教・哲学的色彩も濃い。
1967年（昭和42年）に早川書房より日本SFシリーズとして単行本化。1973年（昭和48年）に文庫化。その後、角川文庫からも刊行された。1993年（平成5年）のハヤカワ文庫版の改版の際に数行加筆された。その後、2010年（平成22年）4月に萩尾望都の表紙画による新装版がハヤカワ文庫JAの1000番目として刊行された。
萩尾望都によって漫画化されている（後述#漫画を参照）。

## あらすじ
ギリシャの哲学者プラトンはアトランティス王国の文書を求め、旅に出る。旅先のエルカシアでプラトンは太陽のような灯り（タウブ）、高度な調味料を使った食材、グラウス（ガラス）と、今までに見たことのない高度な技術を持った文明に出会う。プラトンは、エルカシアの宗主にアトランティスがなぜ滅んだのかを尋ねる。宗主は「その問いはあなた自身で見つけることになる」との謎の言葉を残す。プラトンはその地で横になり、目が覚めると自分がアトランティスの司政官オリオナエであることを自覚する。
オリオナエは、国王アトラス7世、先王ポセイドニス5世から、王国のアトランタ地方への移動を強く求められていたことに苦しんでいた。しかし、2人は惑星開発委員会の要請に基づくものであるとして強く移動を迫る。王国は移動を試みるものの失敗し、大惨事に襲われて王国の繁栄は一夜にして崩壊する。プラトンは再び目を醒ます。体調を取り戻したプラトンは西北の地 TOVATSUE へ向かうという。これが時を超えた遥かな旅の始まりとなった。
シッタータ（釈迦）は釈迦国の太子であったが、世の無常を感じて出家し、トバツ市にて梵天王から破滅の相を聞かされる。疑問を抱いた彼は阿修羅王と会うことを決意する。
一方、ナザレのイエスはゴルゴダの奇蹟の後、大天使ミカエルにより地球の惑星管理員に任命される。
超越者である“シ”の命を受けたという惑星開発委員会の真意とは何であろうか。弥勒の救済計画とは何か。様々な謎が彼らの前に立ちはだかる。

## 登場人物
オリオナエ
主人公の一人。ギリシャの哲学者プラトンがモデル。ギリシャの哲学者プラトンとして生き、そのように名乗ってきたが、その実はアトランティスの司政官オリオナエであった。目醒めて以降の彼は、オリオナエであり、プラトンでもある。
長い期間を生きた後、トーキョー・シティー（東京がモデル）でシッタータと阿修羅王に出会う。
阿修羅王（あしゅらおう）
主人公の一人。仏教におけるかつての仏敵である守護神・阿修羅がモデル。本作では少女に設定されている。4億年の永きに亘って帝釈天の軍と戦いを続けている。
漫画版において、阿修羅王はヴィジュアル面の主人公で、ヒロイン的でもある位置付けにあり、表紙等で主役を譲らないキャラクターとなっている。
シッタータ
主人公の一人。仏教の開祖・釈迦がモデル。釈迦国のカピラ城で命をも顧みずに出家し、梵天王と面会する。
ナザレのイエス
キリスト教の開祖イエス（ナザレのイエス）がモデル。プラトン、阿修羅王、シッタータの3名と敵対する。粗野な人物。
イスカリオテのユダ
キリスト教における十二使徒の1人ユダ（イスカリオテのユダ）がモデル。漫画版では、一時期暗示から解き放たれた後、3人と行動を共にするという設定。
アトラス王家
都市アトランティス（アトランティスがモデル）の恵み深き支配者達。のちに同都市を滅ぼす。
ポセイドニス5世
漫画版ではポセイドン。
梵天王（ぼんてんおう）
仏教の梵天がモデル。兜率天（兜率天がモデル）の首都であるトバツ市を本拠とする。
帝釈天（たいしゃくてん）
仏教の帝釈天。トバツ市を本拠とする。阿修羅王と永劫の時を戦い続ける天上軍の総指揮官。
弥勒（みろく）
弥勒菩薩がモデル。56億7000万年後の救世主。イエスの前に顕現した大天使ミカエルやアトラス王家の神々と同じく人格のないヴィジョンである。
転輪王（てんりんおう）
転輪聖王がモデル。この世界の外にあって生成を得ること1兆年の余といい、何人たりともその姿を見た者はいない。
シ
ナザレのイエスを陰から操る黒幕であり、阿修羅王らにとっての真の宿敵。その正体は謎につつまれている。

## 評論
- 宮野由梨香「阿修羅王はなぜ少女か 光瀬龍『百億の昼と千億の夜』の構造」
『SFマガジン』2008年5月号掲載。第3回日本SF評論賞受賞作。早川文庫（旧版）にあった「あとがきにかえて」を足がかりにして、この作品と光瀬自身の人生とのかかわりについて論じている。

## 漫画
萩尾望都によって『週刊少年チャンピオン』（秋田書店）にて、1977年（昭和52年）第34号から1978年（昭和53年）第2号まで漫画版の作品が連載された。チャンピオンコミックス全2巻、萩尾望都作品集全2巻、愛蔵版全1巻、文庫版（旧）全2巻、文庫版（新）全1巻、完全版全1巻。
漫画版においては設定が多少異なっている。イスカリオテのユダは原作では天文学者である。漫画版ではイエスの弟子でイエスの恐ろしさゆえにイエスを告発した後、記憶を失わされ、ゼン・ゼンシティの首相として市の住人の生物情報を暗号化して管理しているところをシッタータらに助けられ、惑星開発委員会の最終目的地入り口を示す「アスタータ50」への案内人の役割を果たす。阿修羅王は、りりしい中性的美少女として描かれている。

## 書籍

### 小説
- 『百億の昼と千億の夜』 早川書房 日本SFシリーズ 1967年 全国書誌番号:67012706
- 『百億の昼と千億の夜』 早川書房 ハヤカワ文庫JA 1973年 ISBN 978-4150300067
- 『百億の昼と千億の夜』 角川書店 角川文庫 1980年10月 ISBN 978-4041395059
- 『百億の昼と千億の夜』 角川書店 角川文庫 リバイバルコレクション エンタテインメントベスト20 1996年12月
- 『百億の昼と千億の夜』 早川書房 ハヤカワ文庫JA 2010年 ISBN 978-4150310004 解説は押井守、表紙イラストは萩尾望都。

### 漫画
- 『百億の昼と千億の夜』1巻 少年チャンピオンコミックス 秋田書店 1977年11月20日 ISBN 978-4253035019
- 『百億の昼と千億の夜』2巻 少年チャンピオンコミックス 秋田書店 1978年1月20日 ISBN 978-4253035026
- 『百億の昼と千億の夜』1巻 秋田漫画文庫 秋田書店 1980年6月 ISBN 978-4253015929
- 『百億の昼と千億の夜』2巻 秋田漫画文庫 秋田書店 1980年6月 ISBN 978-4253015936
- 単行本『百億の昼と千億の夜』 秋田書店 1984年9月 ISBN 978-4253099530
- 萩尾望都作品集 『百億の昼と千億の夜』1巻 プチコミックス 小学館 1985年4月20日 ISBN 978-4091780218
- 萩尾望都作品集 『百億の昼と千億の夜』2巻 プチコミックス 小学館 1985年6月20日 ISBN 978-4091780225
- 『百億の昼と千億の夜』 秋田文庫 秋田書店 1994年 ISBN 978-4253170024
- 『百億の昼と千億の夜 完全版』 A5判サイズ 河出書房新社 2022年7月20日 ISBN 978-4309292076

### その他
- 萩尾望都『萩尾望都の世界』徳間書店〈テレビランド増刊イラストアルバム 6〉、1978年7月30日。